# Diskografie Chrise Speddinga
Toto je diskografie anglického hudebníka Chrise Speddinga. Ten během své kariéry vydal celkem třináct sólových studiových, tři koncertní a šest kompilačních alb. Během své kariéry studiového hudebníka se podílel na mnoha albech jiných interpretů. Na mnoha z deskách, jejichž nahrávání se Spedding účastnil, není uvedeno, zda na výsledné vydané desce skutečně byly jeho party použity – v některých případech mohly být přenahrány jiným kytaristou, případně použity bez uvedení v bookletu.

## Sólová alba

### Studiová alba
| Rok  | Název                       | Vydavatelství      | Zdroj  |
| ---- | --------------------------- | ------------------ | ------ |
| 1970 | Backwood Progression        | Harvest Records    | [ 2 ]  |
| 1970 | Songs Without Words         | Odeon Records      |        |
| 1972 | Only Lick I Know            | Harvest Records    | [ 3 ]  |
| 1976 | Chris Spedding              | RAK Records        | [ 4 ]  |
| 1977 | Hurt                        | RAK Records        | [ 5 ]  |
| 1979 | Guitar Graffiti             | RAK Records        | [ 6 ]  |
| 1980 | I'm Not Like Everybody Else | RAK Records        | [ 6 ]  |
| 1986 | Enemy Within                | New Rose Records   | [ 7 ]  |
| 1990 | Cafe Days                   | New Rose Records   | [ 8 ]  |
| 2002 | One Step Ahead of the Blues | Repertoire Records | [ 9 ]  |
| 2005 | Click Clack                 | SPV                | [ 10 ] |
| 2011 | Pearls                      | Repertoire Records |        |
| 2015 | Joyland                     | Cleopatra Records  |        |

Spolupráce
| Rok  | Interpreti                     | Název             | Vydavatelství | Zdroj |
| ---- | ------------------------------ | ----------------- | ------------- | ----- |
| 2007 | Robert Gordon a Chris Spedding | It's Now or Never | Rykodisc      |       |

### Kompilace
| Rok  | Název                                    | Vydavatelství         | Zdroj  |
| ---- | ---------------------------------------- | --------------------- | ------ |
| 1970 | Spedding the Guitarist                   | Odeon Records         | [ 3 ]  |
| 1984 | Ready Spedding Go                        | EMI Records           | [ 11 ] |
| 1985 | Mean & Moody                             | See for Miles Records | [ 8 ]  |
| 1991 | Motor Bikin': The Best of Chris Spedding | EMI Records           | [ 12 ] |
| 2005 | The Very Best of Chris Spedding          | EMI Records           | [ 13 ] |
| 2017 | The RAK Years                            | 7T's Records          |        |

### Koncertní alba
| Rok  | Název             | Vydavatelství    | Zdroj  |
| ---- | ----------------- | ---------------- | ------ |
| 1981 | Friday the 13th   | Passport Records | [ 6 ]  |
| 1991 | Just Plug Him In! | Fan Club         | [ 14 ] |
| 1995 | Gesundheit!       | Versailles       | [ 15 ] |

## Singly
| Rok  | Písně                                            | Vydavatelství  | Zdroj  |
| ---- | ------------------------------------------------ | -------------- | ------ |
| 1975 | My Bucket's Got a Hole in It / I Can't Boogie    | Island Records | [ 16 ] |
| 1975 | Motor Bikin' / Working for the Union             | RAK Records    | [ 17 ] |
| 1976 | Jump in My Car / Running Round                   | RAK Records    | [ 18 ] |
| 1976 | New Girl in the Neighbourhood / Truck Drivin Man | RAK Records    | [ 19 ] |
| 1976 | Guitar Jamboree / Sweet Disposition              | RAK Records    | [ 20 ] |
| 1976 | Pogo Dancing / The Pose                          | RAK Records    | [ 21 ] |
| 1977 | Get Outa My Pagoda / Hey Miss Betty              | RAK Records    | [ 22 ] |
| 1978 | Silver Bullet / Wild Wild Women                  | RAK Records    | [ 23 ] |
| 1978 | Bored Bored / Time Warp                          | RAK Records    | [ 24 ] |
| 1978 | Gunfight / Evil                                  | RAK Records    | [ 25 ] |
| 1979 | Video Life / Frontal Lobotomy                    | RAK Records    | [ 26 ] |
| 1980 | The Crying Game / Counterfeit                    | RAK Records    | [ 26 ] |
| 1980 | I'm Not Like Everybody Else / Contract           | RAK Records    |        |

## Podíl na albech jiných interpretů
| Rok  | Název                                                                      | Interpret                                    | Vydavatelství                         | Příspěvek                                                            | Zdroj         |
| ---- | -------------------------------------------------------------------------- | -------------------------------------------- | ------------------------------------- | -------------------------------------------------------------------- | ------------- |
| 1969 | A Meal You Can Shake Hands with in the Dark                                | The Battered Ornaments                       | Harvest Records                       | Kytara, klavír.                                                      |               |
| 1969 | Mantle-Piece                                                               | The Battered Ornaments                       | Harvest Records                       | Kytara, klavír, varhany, zpěv.                                       | [ 27 ]        |
| 1969 | Our Point of View                                                          | Frank Ricotti                                | CBS                                   | Kytara.                                                              | [ 27 ]        |
| 1969 | Songs for a Tailor                                                         | Jack Bruce                                   | Polydor Records                       | Kytara.                                                              | [ 1 ]         |
| 1970 | d'Abo                                                                      | Mike d'Abo                                   | Uni Records                           | Kytara.                                                              | [ 28 ]        |
| 1970 | Open Music                                                                 | Bob Downes                                   | Philips Records                       | Kytara.                                                              | [ 28 ]        |
| 1970 | Love at First Sight                                                        | Sounds Nice                                  | Parlophone                            | Kytara.                                                              | [ 29 ]        |
| 1970 | Mike Westbrook's Love Songs                                                | The Mike Westbrook Concert Band              | Deram Records                         | Kytara.                                                              | [ 30 ]        |
| 1970 | Michael Gibbs                                                              | Michael Gibbs                                | Deram Records                         | Kytara, baskytara.                                                   | [ 1 ]         |
| 1970 | Blue Memphis                                                               | Memphis Slim                                 | Barclay Records                       | Kytara.                                                              | [ 31 ]        |
| 1970 | Deep Down Heavy                                                            | Bob Downes                                   | Music for Pleasure                    | Kytara.                                                              | [ 28 ]        |
| 1970 | Electric City                                                              | Bob Downes                                   | Vertigo Records                       | Kytara.                                                              | [ 28 ]        |
| 1970 | Movements                                                                  | Johnny Harris                                | Warner Bros. Records                  | Kytara.                                                              | [ 32 ]        |
| 1970 | Jesus Christ Superstar                                                     | Andrew Lloyd Webber                          | MCA Records                           | Kytara.                                                              | [ 29 ]        |
| 1970 | Elastic Rock                                                               | Nucleus                                      | Vertigo Records                       | Kytara.                                                              | [ 3 ]         |
| 1970 | We'll Talk About It Later                                                  | Nucleus                                      | Vertigo Records                       | Kytara, buzuki.                                                      | [ 3 ]         |
| 1970 | Greek Variations                                                           | Ian Carr                                     | CBS                                   | Kytara.                                                              | [ 28 ]        |
| 1970 | Batt Tracks                                                                | Mike Batt                                    | Penny Farthing                        | Kytara.                                                              | [ 33 ]        |
| 1970 | Philwit & Pegasus                                                          | Philwit & Pegasus                            | Chapter 1                             | Kytara.                                                              | [ 34 ]        |
| 1970 | Your Lovely Ways / Wathing You Fall                                        | Mike Cooper                                  | Dawn                                  | Kytara.                                                              | [ 28 ]        |
| 1971 | Solar Plexus                                                               | Nucleus                                      | Vertigo Records                       | Kytara.                                                              | [ 35 ]        |
| 1971 | Sing Children Sing                                                         | Lesley Duncan                                | CBS                                   | Kytara.                                                              | [ 36 ]        |
| 1971 | Harmony Row                                                                | Jack Bruce                                   | Polydor Records                       | Kytara.                                                              | [ 36 ]        |
| 1971 | A Passing Stranger                                                         | Paul Korda                                   | MAM Records                           | Kytara.                                                              | [ 37 ]        |
| 1971 | Something Special                                                          | Michael Allen                                | MGM Records                           | Kytara.                                                              | [ 33 ]        |
| 1971 | Driving Through Mythical America                                           | Pete Atkin                                   | Philips Records                       | Kytara.                                                              | [ 30 ]        |
| 1971 | Take a Look Inside                                                         | McHouston Baker                              | Barclay Records                       | Kytara.                                                              | [ 30 ]        |
| 1971 | Freunde                                                                    | Katja Ebstein                                | UA                                    | Kytara.                                                              | [ 28 ]        |
| 1971 | Another Day Passes By                                                      | Richard Sarstedt                             | Evolution Records                     | Kytara.                                                              | [ 38 ]        |
| 1971 | Changes                                                                    | John Williams, Stanley Myers a jeho orchestr | Fly Records                           | Kytara.                                                              | [ 39 ]        |
| 1971 | Pieces of Me                                                               | Linda Hoyle                                  | Vertigo Records                       | Kytara                                                               | [ 40 ]        |
| 1971 | Say No More                                                                | Linda Lewis                                  | Reprise Records                       | Kytara, baskytara, elektrické piano.                                 | [ 38 ]        |
| 1971 | Nilsson Schmilsson                                                         | Harry Nilsson                                | RCA Records                           | Kytara.                                                              | [ 38 ]        |
| 1971 | Madman Across the Water                                                    | Elton John                                   | DJM Records                           | Kytara.                                                              | [ 37 ]        |
| 1971 | Tanglewood 63                                                              | Michael Gibbs                                | Deram Records                         | Kytara.                                                              | [ 41 ]        |
| 1971 | Clever Dogs Chase the Sun                                                  | Kenny Young                                  | Warner Bros. Records                  | Kytara.                                                              | [ 42 ]        |
| 1971 | 1969                                                                       | Julie Driscollová                            | Polydor Records                       | Kytara, baskytara.                                                   | [ 1 ]         |
| 1971 | Portrait of Elton John                                                     | Mike Batt Orchestra                          | Silverline                            | Kytara.                                                              | [ 30 ]        |
| 1971 | Coming from Reality                                                        | Sixto Rodriguez                              | Sussex Records                        | Kytara.                                                              | [ 31 ]        |
| 1971 | Himself                                                                    | Gilbert O'Sullivan                           | MAM Records                           | Kytara.                                                              | [ 29 ]        |
| 1971 | Country Antiques                                                           | Clinton Ford                                 | Marble Arch                           | Kytara.                                                              | [ 40 ]        |
| 1971 | Feelin' Better / Waiter! (singl)                                           | Krimson Kake                                 | Penny Farthing                        | Kytara.                                                              | [ 34 ]        |
| 1971 | Dylan Vibrations                                                           | John Schroeder                               | Polydor Records                       | Kytara.                                                              | [ 38 ]        |
| 1971 | Portrait of Bob Dylan                                                      | Mike Batt Orchestra                          | Silverline                            | Kytara.                                                              | [ 36 ]        |
| 1971 | My Boy                                                                     | Richard Harris                               | Probe                                 | Kytara.                                                              | [ 40 ]        |
| 1971 | Portrait of the Rolling Stones                                             | Mike Batt Orchestra                          | Silverline                            | Kytara.                                                              | [ 36 ]        |
| 1971 | Portrait of Simon and Garfunkel                                            | Mike Batt Orchestra                          | Silverline                            | Kytara.                                                              | [ 36 ]        |
| 1971 | Loudwater House                                                            | Tony Hazzard                                 | Bronze Records                        | Kytara.                                                              | [ 40 ]        |
| 1972 | The Road Is No Place for a Lady                                            | Cass Elliot                                  | RCA Records                           | Kytara.                                                              | [ 43 ]        |
| 1972 | Carl Wayne                                                                 | Carl Wayne                                   | RCA Records                           | Kytara.                                                              | [ 39 ]        |
| 1972 | Vaughan Thomas                                                             | Vaughan Thomas                               | DJM Records                           | Kytara.                                                              | [ 39 ]        |
| 1972 | Back to Front                                                              | Gilbert O'Sullivan                           | MAM Records                           | Kytara.                                                              | [ 44 ]        |
| 1972 | Earth Mother                                                               | Lesley Duncan                                | CBS                                   | Kytara.                                                              | [ 43 ]        |
| 1972 | Portrait of Cat Stevens                                                    | Mike Batt Orchestra                          | Silverline                            | Kytara.                                                              | [ 30 ]        |
| 1972 | Portrait of George Harrison                                                | Mike Batt Orchestra                          | Silverline                            | Kytara.                                                              | [ 36 ]        |
| 1972 | Queues                                                                     | Vigrass & Osborne                            | Uni Records                           | Kytara.                                                              | [ 42 ]        |
| 1972 | A Story Ended                                                              | Dick Heckstall-Smith                         | Bronze Records                        | Kytara.                                                              | [ 45 ]        |
| 1972 | Son of Schmilsson                                                          | Harry Nilsson                                | RCA Records                           | Kytara, buzuki.                                                      | [ 46 ]        |
| 1972 | Rainmaker                                                                  | Triban                                       | Cambrian                              | Kytara.                                                              | [ 42 ]        |
| 1972 | Panhandle                                                                  | Panhandle                                    | Decca Records                         | Kytara.                                                              | [ 44 ]        |
| 1972 | Just Ahead                                                                 | Michael Gibbs                                | Polydor Records                       | Kytara, elektrický sitár.                                            | [ 45 ]        |
| 1972 | Natural                                                                    | Juan Pardo                                   | Erika                                 | Kytara.                                                              | [ 47 ]        |
| 1972 | Meanwhile Back at the World                                                | Roger Cook                                   | Regal Zonophone Records               | Kytara.                                                              | [ 40 ]        |
| 1972 | Am I?                                                                      | Matthew Ellis                                | Regal Zonophone Records               | Kytara.                                                              | [ 40 ]        |
| 1972 | The View from Rowland's Head                                               | Family Dogg                                  | Buddah Records                        | Kytara.                                                              | [ 43 ]        |
| 1972 | Ballad of a Simple Love                                                    | Schunge                                      | Regal Zonophone Records               | Kytara.                                                              | [ 44 ]        |
| 1972 | Love Vibrations                                                            | John Schroeder                               | Polydor Records                       | Kytara.                                                              | [ 44 ]        |
| 1972 | His Clarinet and Strings (nebo Acker Bilk)                                 | Acker Bilk                                   | Pye Records                           | Kytara.                                                              | [ 48 ]        |
| 1972 | T.V. Vibrations                                                            | John Schroeder                               | Polydor Records                       | Kytara.                                                              | [ 44 ]        |
| 1972 | Tomorrow Is So Far Away                                                    | Design                                       | Epic Records                          | Kytara.                                                              | [ 48 ]        |
| 1972 | Alan Hawkshaw Plays the Philicorda (Organ Sounds in Super Stereo)          | Alan Hawkshaw                                | Philips Records                       | Kytara.                                                              | [ 45 ]        |
| 1972 | Piano Vibrations                                                           | John Schroeder                               | Polydor Records                       | Kytara.                                                              | [ 44 ]        |
| 1972 | Solid Gold Cadillac                                                        | Solid Gold Cadillac                          | RCA Records                           | Kytara.                                                              | [ 42 ]        |
| 1972 | Party Dance Vibrations                                                     | John Schroeder                               | Polydor Records                       | Kytara.                                                              | [ 44 ]        |
| 1970 | American Classic Blues                                                     | Memphis Slim                                 | Barclay Records                       | Kytara.                                                              | [ 42 ]        |
| 1973 | A King at Nightfall                                                        | Pete Atkin                                   | RCA Records                           | Kytara.                                                              | [ 39 ]        |
| 1973 | Minstrel in Flight                                                         | Roger Cook                                   | Regal Zonophone Records               | Kytara.                                                              | [ 48 ]        |
| 1973 | Cosmic Wheels                                                              | Donovan                                      | Epic Records                          | Kytara, buzuki, smyčce.                                              | [ 49 ]        |
| 1973 | All to Bring You Morning                                                   | Johnny Harris                                | Warner Bros. Records                  | Kytara.                                                              | [ 50 ]        |
| 1973 | First Water                                                                | Sharks                                       | Island Records                        | Kytara, produkce.                                                    | [ 51 ]        |
| 1973 | Day of the Fox                                                             | Design                                       | Regal Zonophone Records               | Kytara.                                                              | [ 48 ]        |
| 1973 | The Tin Man Was a Dreamer                                                  | Nicky Hopkins                                | CBS                                   | Kytara.                                                              | [ 52 ]        |
| 1973 | Dance with the Devil (singl)                                               | Cozy Powell                                  | RAK Records                           | Kytara.                                                              | [ 53 ]        |
| 1973 | Sing Songs from the Goodies (The World of the Goodies)                     | The Goodies                                  | Decca Records                         | Baskytara.                                                           | [ 41 ]        |
| 1973 | Riding Free                                                                | Roger James                                  | Chapter 1                             | Kytara.                                                              | [ 41 ]        |
| 1973 | Nowhere Road                                                               | Chris Youlden                                | Deram Records                         | Kytara.                                                              | [ 42 ]        |
| 1973 | Two Faced                                                                  | Fischer & Epstein                            | Greene Bottle Records                 | Kytara.                                                              | [ 50 ]        |
| 1973 | Balloon                                                                    | Mark Wirtz                                   | Capitol Records                       | Kytara.                                                              | [ 42 ]        |
| 1973 | Gangster Movie Vibrations                                                  | John Schroeder                               | Polydor Records                       | Kytara.                                                              | [ 52 ]        |
| 1973 | Wombling Songs                                                             | The Wombles                                  | CBS                                   | Kytara.                                                              | [ 52 ]        |
| 1973 | I'm a Writer, Not a Fighter                                                | Gilbert O'Sullivan                           | MAM Records                           | Kytara.                                                              | [ 52 ]        |
| 1974 | In the Presence of the Lord                                                | All Occasion Brass Band                      | MCA Records                           | Kytara.                                                              | [ 54 ]        |
| 1974 | Here Come the Warm Jets                                                    | Brian Eno                                    | Island Records                        | Kytara.                                                              | [ 50 ]        |
| 1974 | David Essex                                                                | David Essex                                  | CBS                                   | Kytara.                                                              | [ 55 ]        |
| 1974 | Jab It in Yore Eye                                                         | Sharks                                       | Island Records                        | Kytara, mixing.                                                      | [ 51 ]        |
| 1974 | Double Measure / Double Pleasure                                           | Steve Davis                                  | Barclay Records                       | Kytara.                                                              | [ 54 ]        |
| 1974 | Remember You're a Womble                                                   | The Wombles                                  | CBS                                   | Kytara.                                                              | [ 55 ]        |
| 1974 | Keep On Wombling                                                           | The Wombles                                  | CBS                                   | Kytara.                                                              | [ 56 ]        |
| 1975 | Slow Dazzle                                                                | John Cale                                    | Island Records                        | Kytara.                                                              | [ 54 ]        |
| 1975 | Helen of Troy                                                              | John Cale                                    | Island Records                        | Kytara.                                                              | [ 57 ]        |
| 1975 | HQ                                                                         | Roy Harper                                   | Harvest Records                       | Kytara.                                                              | [ 58 ]        |
| 1975 | Moon Bathing                                                               | Lesley Duncan                                | GM Records                            | Kytara.                                                              | [ 54 ]        |
| 1975 | Love Games                                                                 | The Drifters                                 | Bell Records                          | Kytara.                                                              | [ 49 ]        |
| 1975 | Barbados Sky                                                               | Typically Tropical                           | Gull Records                          | Kytara.                                                              | [ 59 ]        |
| 1975 | Superwombling                                                              | The Wombles                                  | CBS                                   | Kytara.                                                              | [ 60 ]        |
| 1975 | There Goes My First Love                                                   | The Drifters                                 | Bell Records                          | Kytara.                                                              | [ 49 ]        |
| 1975 | Plant Life                                                                 | Herbie Flowers                               | Philips Records                       | Kytara.                                                              | [ 58 ]        |
| 1975 | No More Rock 'N' Roll                                                      | Clifford T. Ward                             | Philips Records                       | Kytara.                                                              | [ 60 ]        |
| 1975 | Short Cut Draw Blood                                                       | Jim Capaldi                                  | Island Records                        | Kytara.                                                              | [ 61 ]        |
| 1975 | Que l'amour est bizarre                                                    | Michel Berger                                | WEA                                   | Kytara.                                                              | [ 54 ]        |
| 1975 | Michel Delpech                                                             | Michel Delpech                               | Barclay Records                       | Kytara.                                                              | [ 61 ]        |
| 1975 | Sincerely Yours                                                            | Frankie Vaughan                              | Pye Records                           | Kytara.                                                              | [ 60 ]        |
| 1975 | All the Fun of the Fair                                                    | David Essex                                  | CBS                                   | Kytara.                                                              | [ 61 ]        |
| 1975 | Harder to Live                                                             | Splinter                                     | Dark Horse Records                    | Kytara.                                                              | [ 62 ]        |
| 1975 | Sumar á sýrlandi                                                           | Stuðmenn                                     | Egg Productions                       | Kytara.                                                              | [ 59 ]        |
| 1975 | The Rock Peter and the Wolf                                                | Jack Lancaster                               | Verdant Records                       | Kytara.                                                              | [ 63 ]        |
| 1975 | Dangerous                                                                  | Eugene Wallace                               | EMI Records                           | Kytara.                                                              | [ 60 ]        |
| 1976 | Eleven Sides of Baker                                                      | Ginger Baker                                 | Mountain Records                      | Kytara.                                                              | [ 64 ]        |
| 1976 | Let's Stick Together                                                       | Bryan Ferry                                  | Island Records                        | Kytara.                                                              | [ 50 ]        |
| 1976 | Shadow of a Thin Man                                                       | Alexander Robertson                          | Arista Records                        | Kytara.                                                              | [ 65 ]        |
| 1976 | Every Nite's a Saturday Night                                              | The Drifters                                 | Bell Records                          | Kytara.                                                              | [ 49 ]        |
| 1976 | Natural Avenue                                                             | John Lodge                                   | Decca Records                         | Kytara.                                                              | [ 66 ]        |
| 1976 | Born on a Friday                                                           | Cleo Laine                                   | RCA Records                           | Kytara.                                                              | [ 62 ]        |
| 1976 | Sunshine Saturday                                                          | New Edition                                  | Epic Records                          | Kytara.                                                              | [ 65 ]        |
| 1977 | Animal Justice                                                             | John Cale                                    | Illegal Records                       | Kytara.                                                              | [ 67 ] [ 68 ] |
| 1977 | In Your Mind                                                               | Bryan Ferry                                  | Polydor Records                       | Kytara.                                                              | [ 66 ]        |
| 1977 | A Part of Me                                                               | Julie Anthony                                | EMI Records                           | Kytara.                                                              | [ 67 ]        |
| 1977 | Maybe It's Lost                                                            | Lesley Duncan                                | GM Records                            | Kytara.                                                              | [ 64 ]        |
| 1977 | Full House                                                                 | Frankie Miller                               | Chrysalis Records                     | Kytara.                                                              | [ 66 ]        |
| 1977 | Schizophonia                                                               | Mike Batt a London Symphony Orchestra        | CBS                                   | Kytara.                                                              | [ 67 ]        |
| 1977 | A Taste of Honey                                                           | The Viletones                                | Other Peoples Music                   | Postprodukce reedice (1994).                                         | [ 69 ]        |
| 1977 | Silence                                                                    | Michael Mantler                              | Virgin Records                        | Kytara.                                                              | [ 66 ]        |
| 1977 | Guts                                                                       | John Cale                                    | Island Records                        | Kytara.                                                              | [ 70 ]        |
| 1977 | Southpaw                                                                   | Gilbert O'Sullivan                           | MAM Records                           | Kytara.                                                              | [ 71 ]        |
| 1978 | X-Dreams                                                                   | Annette Peacock                              | Aura                                  | Kytara.                                                              | [ 62 ]        |
| 1978 | Some Things Never Change                                                   | David Kubinec                                | A&M Records                           | Kytara.                                                              | [ 72 ]        |
| 1978 | Julie Covington                                                            | Julie Covingtonová                           | Virgin Records                        | Kytarový syntezátor.                                                 | [ 73 ]        |
| 1978 | Jeff Wayne's Musical Version of The War of the Worlds                      | Jeff Wayne                                   | CBS                                   | Kytara.                                                              | [ 65 ]        |
| 1978 | Juppanese                                                                  | Mickey Jupp                                  | Stiff Records                         | Kytara.                                                              | [ 72 ]        |
| 1979 | Fate for Breakfast                                                         | Art Garfunkel                                | Columbia Records                      | Kytara.                                                              | [ 74 ]        |
| 1979 | Tarot Suite                                                                | Mike Batt                                    | Epic Records                          | Kytara.                                                              | [ 75 ]        |
| 1979 | Imperial Wizard (Wizzard)                                                  | David Essex                                  | Mercury Records                       | Kytara.                                                              | [ 73 ]        |
| 1979 | Rock Billy Boogie                                                          | Robert Gordon                                | RCA Records                           | Kytara.                                                              | [ 73 ]        |
| 1980 | Bad Boy                                                                    | Robert Gordon                                | RCA Records                           | Kytara.                                                              | [ 76 ]        |
| 1980 | A Rock 'n' Roll Night at the Royal Court Theatre                           | Alan Price                                   | Key Records                           | Kytara.                                                              | [ 62 ]        |
| 1980 | Tendre Teddy Boy                                                           | Dick Rivers                                  | Carrere                               | Kytara.                                                              | [ 77 ]        |
| 1980 | Me Myself I                                                                | Joan Armatrading                             | A&M Records                           | Kytara.                                                              | [ 78 ]        |
| 1980 | I Do / I Apologize (singl)                                                 | Randy Gun                                    | Shake Records                         | Produkce.                                                            | [ 77 ]        |
| 1981 | La Rocca!                                                                  | Snips                                        | EMI Records                           | Kytara, klávesy, doprovodné vokály, produkce.                        | [ 79 ]        |
| 1981 | Nick Mason's Fictitious Sports                                             | Nick Mason                                   | Harvest Records                       | Kytara.                                                              | [ 78 ]        |
| 1982 | Too Fast to Live, Too Young to Die                                         | Robert Gordon                                | RCA Records                           | Kytara.                                                              | [ 76 ]        |
| 1981 | Highlights from Jeff Wayne's Musical Version of The War of the Worlds      | Jeff Wayne                                   | Columbia Records                      | Kytara.                                                              |               |
| 1982 | Music for a New Society                                                    | John Cale                                    | ZE Records                            | Kytara.                                                              | [ 80 ]        |
| 1982 | Standing on the Edge                                                       | Frankie Miller                               | Capitol Records                       | Kytara.                                                              | [ 80 ]        |
| 1982 | NunSexMonkRock                                                             | Nina Hagen                                   | CBS                                   | Kytara.                                                              | [ 79 ]        |
| 1983 | School for Spies                                                           | Kit Hain                                     | Mercury Records                       | Kytara.                                                              | [ 81 ]        |
| 1983 | The Whisper                                                                | David Essex                                  | Mercury Records                       | Kytara.                                                              | [ 80 ]        |
| 1983 | Been in the Streets Too Long                                               | Annette Peacock                              | Ironic Records                        | Kytara.                                                              | [ 62 ]        |
| 1984 | Give My Regards to Broad Street                                            | Paul McCartney                               | Parlophone                            | Kytara.                                                              | [ 81 ]        |
| 1984 | Dolce Vita                                                                 | Dolce Vita                                   | Brain Eater                           | Produkce.                                                            | [ 82 ]        |
| 1984 | Parting Should Be Painless                                                 | Roger Daltrey                                | WEA                                   | Kytara.                                                              | [ 82 ]        |
| 1984 | Pearls Galore                                                              | Pearl Harbour                                | Island Records                        | Kytara.                                                              | [ 82 ]        |
| 1985 | Rock 'N' Roll Attitude                                                     | Johnny Hallyday                              | Philips Records                       | Kytara.                                                              | [ 83 ]        |
| 1985 | Lost in the Stars: The Music of Kurt Weill                                 | Hal Willner                                  | A&M Records                           | Kytara.                                                              | [ 84 ]        |
| 1985 | Rain Dogs                                                                  | Tom Waits                                    | Island Records                        | Kytara.                                                              | [ 85 ]        |
| 1985 | Rituals                                                                    | Lou Miami                                    | Throbbing Lobster                     | Kytara.                                                              | [ 85 ]        |
| 1986 | The Hunting of the Snark                                                   | Mike Batt                                    | Adventure Records                     | Kytara.                                                              | [ 86 ]        |
| 1986 | Dancing in the Rain                                                        | Frankie Miller                               | Mercury Records                       | Kytara.                                                              | [ 87 ]        |
| 1986 | The Nils                                                                   | The Nils                                     | Profile Records                       | Kytara, klávesy, produkce.                                           | [ 88 ]        |
| 1986 | The Pride and Disgrace                                                     | Forgotten Rebels                             | Other Peoples Music                   | Mixing.                                                              | [ 89 ]        |
| 1987 | If                                                                         | Hollywood Beyond                             | WEA                                   | Kytara.                                                              | [ 90 ]        |
| 1987 | Casual Gods                                                                | Jerry Harrison                               | Sire Records                          | Kytara.                                                              | [ 91 ]        |
| 1987 | I'll Be Alright                                                            | Toru Oki                                     |                                       | Kytara.                                                              | [ 90 ]        |
| 1988 | Go to Town                                                                 | The Razorbacks                               | WEA                                   | Kytara, klavír, produkce.                                            | [ 88 ]        |
| 1988 | Happy House                                                                | Sheena and the Rokkets                       | Invitation                            | Kytara.                                                              | [ 92 ]        |
| 1988 | Sailors and Mermaids                                                       | Mark Callaghan                               | Mercury Records                       | Kytara.                                                              | [ 88 ]        |
| 1989 | Live Hot Point                                                             | Elliott Murphy                               | New Rose Records                      | Kytara.                                                              | [ 92 ]        |
| 1989 | Live at Lone Star                                                          | Robert Gordon                                | New Rose Records                      | Kytara.                                                              | [ 91 ]        |
| 1989 | Strange Angels                                                             | Laurie Anderson                              | Warner Bros. Records                  | Kytara.                                                              | [ 92 ]        |
| 1989 | Dark Side of the Man                                                       | Ross Wilson                                  | WEA                                   | Kytara.                                                              | [ 93 ]        |
| 1989 | Live a Little                                                              | The Razorbacks                               | WEA                                   | Kytara, klavír, produkce.                                            | [ 88 ]        |
| 1989 | Tightropewalker                                                            | Mike McClintock                              | New Rose Records                      | Kytara, klávesy, produkce.                                           | [ 92 ]        |
| 1989 | In Like Satin                                                              | Mike McClintock                              | New Rose Records                      | Kytara, klávesy, produkce.                                           | [ 94 ]        |
| 1990 | Walk on Water                                                              | Jerry Harrison                               | Sire Records                          | Kytara.                                                              | [ 92 ]        |
| 1990 | No Sad Goodbyes                                                            | The Rocking Chairs                           | River Nile Records                    | Kytara.                                                              | [ 95 ]        |
| 1990 | John Andrew Parks                                                          | John Andrew Parks                            | Capitol Records                       | Kytara.                                                              | [ 85 ]        |
| 1990 | Bouche-baiser                                                              | Lolitas                                      | New Rose Records                      | Produkce, klavír, varhany, violoncello, akordeon, doprovodné vokály. | [ 96 ]        |
| 1990 | Manteye                                                                    | Manteye                                      | Justin Entertainment                  | Kytara.                                                              | [ 96 ]        |
| 1991 | Holly Days in Austin                                                       | Dick Rivers                                  | New Rose Records                      | Kytara.                                                              | [ 96 ]        |
| 1991 | Letch City Patrolers / Saturday Nite (singl)                               | Letch Patrol                                 | vlastní náklad                        | Produkce.                                                            | [ 96 ]        |
| 1992 | Guitarhythm III                                                            | Tomoyasu Hotei                               | Eastworld                             | Kytara.                                                              | [ 97 ]        |
| 1992 | Elephant Man                                                               | Rats of Unusual Size                         | Vital Music                           | Kytara.                                                              | [ 97 ]        |
| 1992 | Greetings from New York City                                               | Robert Gordon                                | New Rose Records                      | Kytara, produkce.                                                    | [ 98 ]        |
| 1993 | Fragments d'hébétude                                                       | Hubert-Félix Thiéfaine                       | Fnac Music                            | Kytara, produkce.                                                    | [ 99 ]        |
| 1993 | Acid Is Groovy Kill the Pigs: Songs from the Movie                         | Joe Christ & Bigger Than God                 | Reliable Records                      | Kytara.                                                              | [ 97 ]        |
| 1994 | All for the Love of Rock 'N' Roll                                          | Robert Gordon                                | New Rose Records                      | Kytara.                                                              | [ 77 ]        |
| 1994 | Falling, They Get You                                                      | Ernie Brooks                                 | New Rose Records                      | Kytara.                                                              | [ 100 ]       |
| 1994 | JLW                                                                        | Joe Louis Walker                             | Verve Records                         | Kytara.                                                              | [ 101 ]       |
| 1995 | Antártida                                                                  | John Cale                                    | Les Disques du Crépuscule             | Kytara.                                                              | [ 100 ]       |
| 1995 | Like a Black Van Parked on a Dark Curve                                    | Sharks                                       | Bubblehead Records                    | Kytara, baskytara, klávesy, produkce.                                | [ 102 ]       |
| 1995 | Rub It Better                                                              | General Public                               | Epic Records                          | Kytara.                                                              | [ 100 ]       |
| 1995 | Sisters in Pain                                                            | Jamaica                                      | RAK Records                           | Kytara.                                                              | [ 103 ]       |
| 1995 | Loup Garou                                                                 | Willy DeVille                                | East West Records                     | Kytara.                                                              | [ 100 ]       |
| 1995 | Big Easy Fantasy                                                           | Willy DeVille                                | New Rose Records                      | Dobro.                                                               | [ 100 ]       |
| 1995 | Beowulf                                                                    | Danny McCulloch                              | Edsel Records                         | Kytara.                                                              | [ 103 ]       |
| 1995 | Rock Heavy Ripple                                                          | Swamp Baby                                   | First Stone                           | Kytara, produkce.                                                    | [ 100 ]       |
| 1995 | From One Good American to Another                                          | Kinky Friedman                               | Fruit of the Tune                     | Kytara.                                                              | [ 104 ]       |
| 1996 | Fantastic Star                                                             | Marc Almond                                  | Mercury Records, Some Bizzare Records | Kytara.                                                              | [ 100 ]       |
| 1996 | Precious to Me                                                             | Phil Seymour                                 | Right Stuff                           | Kytara.                                                              | [ 104 ]       |
| 1996 | King Biscuit Flower Hour Presents                                          | Robert Gordon                                | King Biscuit Flower Hour Records      | Kytara.                                                              | [ 76 ]        |
| 1996 | Authendick                                                                 | Dick Rivers                                  | BMG                                   | Kytara.                                                              | [ 103 ]       |
| 1997 | Vol. One: File Under Subconscious                                          | The Institute of Formal Research             | Bubblehead Records                    | Kytara.                                                              | [ 105 ]       |
| 1998 | Philharmania                                                               | Mike Batt a Royal Philharmonic Orchestra     | Stella Music                          | Kytara.                                                              | [ 106 ]       |
| 1998 | Design Flaw                                                                | Art Bergmann                                 | Other Peoples Music                   | Kytara.                                                              | [ 106 ]       |
| 1998 | In with the Out Crowd                                                      | Bob Holman                                   | Mouth Almighty                        | Kytara.                                                              | [ 107 ]       |
| 1998 | Memories of a Happy Hell                                                   | The Sinisters                                | Other Peoples Music                   | Produkce.                                                            | [ 106 ]       |
| 1998 | Twenty 2 Months                                                            | The Mods                                     | Other Peoples Music                   | Kytara, produkce.                                                    | [ 103 ]       |
| 1999 | Innamoramento                                                              | Mylène Farmer                                | Polydor Records                       | Kytara.                                                              | [ 107 ]       |
| 1999 | New Wave                                                                   | Diane Murray                                 | Orchard                               | Kytara, baskytara.                                                   | [ 108 ]       |
| 1999 | You're Everything to Me                                                    | Diane Murray                                 | Bizzy                                 | Produkce.                                                            | [ 90 ]        |
| 1999 | Million Sellers                                                            | Peter Noone a Herman's Hermits               | No. 1 Records                         | Produkce, kytara.                                                    | [ 109 ]       |
| 2000 | Hop Around                                                                 | Dee Dee Ramone                               | Corazong Records                      | Produkce, kytara, varhany, mellotron.                                | [ 109 ]       |
| 2000 | Greatest & Latest                                                          | Dee Dee Ramone                               | Eagle Records                         | Produkce, kytara, mixing.                                            | [ 110 ]       |
| 2000 | Watership Down Original Soundtrack Music and Songs                         | Mike Batt a Royal Philharmonic Orchestra     | Polydor Records                       | Kytara.                                                              | [ 111 ]       |
| 2000 | Adults Only                                                                | Mike Botts                                   | Sonic Oasis                           | Kytara.                                                              | [ 112 ]       |
| 2000 | The Last Word                                                              | The End                                      | Tenth Planet                          | Kytara.                                                              | [ 113 ]       |
| 2001 | Pay Pack & Follow                                                          | John Phillips                                | Eagle Records                         | Kytara.                                                              | [ 114 ]       |
| 2001 | Amoureux de Vous                                                           | Dick Rivers                                  | Mouche Records                        | Kytara.                                                              | [ 115 ]       |
| 2001 | Frantic                                                                    | Bryan Ferry                                  | Virgin Records                        | Kytara, sitár.                                                       | [ 110 ]       |
| 2002 | The Man Dressed in Black / Teenage Partners / Wear My Ring / Cat Man (EP)  | Ricky Norton                                 | Saphyr                                | Kytara.                                                              |               |
| 2002 | Figments                                                                   | Anton Fig                                    | Planula Records                       | Kytara.                                                              | [ 112 ]       |
| 2003 | Double Shot Rocks                                                          | Alan Merrill                                 | Geltoob Records                       | Kytara.                                                              | [ 102 ]       |
| 2003 | Call Off the Search                                                        | Katie Melua                                  | Dramatico                             | Kytara.                                                              | [ 116 ]       |
| 2003 | Live                                                                       | Roxy Music                                   | Eagle Records                         | Kytara.                                                              | [ 112 ]       |
| 2004 | Playtime                                                                   | Les Hommes Sauvages                          | Disques Sauvages                      | Kytara.                                                              | [ 117 ]       |
| 2004 | Music for the Senses                                                       | Andy Mackay                                  | The Park Hotel, Kenmare               | Kytara.                                                              | [ 118 ]       |
| 2004 | Rendez-Vous                                                                | Jane Birkinová                               | Capitol Records                       | Kytara.                                                              | [ 116 ]       |
| 2005 | Piece by Piece                                                             | Katie Melua                                  | Dramatico                             | Kytara.                                                              | [ 119 ]       |
| 2005 | Glamorama                                                                  | Glamorama                                    | Kick Music / Vinyl                    | Kytara.                                                              | [ 118 ]       |
| 2005 | Slow Burn                                                                  | Tina Schlieske                               | Movement Recording                    | Kytara.                                                              | [ 120 ]       |
| 2006 | At the Candy Shop                                                          | Alan Merrill                                 | Geltoob Records                       | Kytara.                                                              | [ 120 ]       |
| 2007 | A Songwriter's Tale                                                        | Mike Batt                                    | Dramatico                             | Kytara.                                                              | [ 121 ]       |
| 2007 | Jambalaya                                                                  | Eddy Mitchell                                | Polydor Records                       | Kytara.                                                              | [ 122 ]       |
| 2007 | Pictures                                                                   | Katie Melua                                  | Dramatico                             | Kytara.                                                              | [ 123 ]       |
| 2007 | Dylanesque                                                                 | Bryan Ferry                                  | Virgin Records                        | Kytara.                                                              | [ 124 ]       |
| 2007 | Foggy Valentine                                                            | Glamorama                                    | Vinyl                                 | Kytara.                                                              | [ 125 ]       |
| 2008 | London! Paris! New York! Rome!                                             | Andy Mackay & The Metaphors                  | vlastní náklad                        | Kytara.                                                              | [ 126 ]       |
| 2009 | Code B                                                                     | Bela B.                                      | BPX1992                               | Kytara.                                                              | [ 127 ]       |
| 2009 | A Fool in Love                                                             | Florence Rawlings                            | Dramatico                             | Kytara.                                                              | [ 128 ]       |
| 2010 | Olympia                                                                    | Bryan Ferry                                  | Virgin Records                        | Kytara.                                                              | [ 129 ]       |
| 2011 | Force 9                                                                    | King Mob                                     | SPV                                   | Kytara.                                                              | [ 130 ]       |
| 2011 | The Quickening                                                             | David Leonard                                | Another Whirled Record                | Kytara.                                                              | [ 131 ]       |
| 2010 | Unknown Album                                                              | Johnny Stage                                 | Divine Records                        | Kytara, sitár.                                                       |               |
| 2012 | Jeff Wayne's Musical Version of The War of the Worlds: The New Generation] | Jeff Wayne                                   | Sony                                  | Kytara.                                                              |               |
| 2013 | I Will Be Me                                                               | Dave Davies                                  | Purple Pyramid                        | Kytara.                                                              | [ 132 ]       |
| 2013 | On the Guest List                                                          | The Vibrators                                | Cleopatra Records                     | Kytara.                                                              |               |
| 2013 | Ketevan                                                                    | Katie Melua                                  | Dramatico                             | Kytara.                                                              |               |
| 2014 | Avonmore                                                                   | Bryan Ferry                                  | BMG                                   | Kytara.                                                              |               |
| 2014 | Festivus                                                                   | Charlotte Glasson                            | Surrey Street Records                 | Kytara.                                                              |               |
| 2015 | 10,000 Light Years Ago                                                     | John Lodge                                   | Esoteric Antenna                      | Kytara.                                                              |               |
| 2016 | Sulo's Brilliant Outsiders                                                 | Sulo                                         | Lionheart                             | Kytara.                                                              |               |
| 2016 | Sunset Cavaliers                                                           | Colin Harper                                 | Market Square                         | Kytara.                                                              |               |
| 2017 | Killers of the Deep                                                        | Sharks                                       | 3ms Music                             | Kytara, produkce.                                                    |               |
| 2017 | Midnight at the Tenth of Always                                            | The Piggyback Riders                         | Wild Kingdom                          | Kytara.                                                              |               |
| 2018 | Ready Set Go                                                               | Sharks                                       | 3ms Music                             | Kytara, produkce.                                                    |               |
| 2018 | Good to Go                                                                 | Glen Matlock                                 | Peppermint Records                    | Kytara.                                                              |               |
| 2018 | Robots                                                                     | Charlotte Glasson                            | Surrey Street Records                 | Kytara.                                                              |               |
| 2020 | Rockabilly for Life                                                        | Robert Gordon                                | Cleopatra Records                     | Kytara.                                                              |               |